# KTP Basket
Le KTP Basket est un club finlandais de basket-ball appartenant au Championnat de Finlande de basket-ball, en première division. Le club est basé dans la ville de Kotka.

## Palmarès
- Champion de Finlande : 1958, 1967, 1988, 1991, 1993 et 1994
- Coupe de Finlande : 1960, 1961, 1978, 1983, 1984, 1985, 1987, 1990, 1993, 200 et 2004
- Finaliste du championnat finlandais : 1985, 1986, 1987, 1990 et 2013
- Finaliste de la coupe de Finlande : 1986, 1988, 1992 et 1994

## Joueurs célèbres ou marquants
- Tim Blue